# Vasile Coman
Vasile Coman (n. 25 decembrie 1912, Dealul Calnicului, Alba – d. 10 iulie 1992, Oradea)  a fost un episcop ortodox român al Oradiei.

## Publicații
- Rugăciunile pentru autoritățile Statului în Cultul Creștin, Editura „Renașterea”, Cluj Napoca, 2007, 126 pagini [2][3]
- Glasul credinței – cuvântări apologetice pentru întărirea credinței în Dumnezeu, Editura Andreiana, Sibiu, 2011, 190 pagini [4]